# ピクシブ (企業)
ピクシブ株式会社（英: pixiv Inc.）は、東京都渋谷区に本社を置くネットベンチャー企業である。アニメイトホールディングスの子会社。

## 概要
イラストコミュニケーションサービスを提供する会員制ウェブサイト「pixiv」と、創作物の総合マーケットプレイス「BOOTH」を運営している。

## 沿革
- 2005年7月25日 - ウェブッテネット株式会社として設立[注釈 1]。
- 2006年
  - 4月 - 容易にWebページを生成できる無料サービス「crooc（クルーク）」の提供を開始
  - 7月1日 - クルーク株式会社に社号変更。
- 2007年
  - 5月29日 - CMSホスティングサービス「dotpot」をリリース[5]
  - 6月28日 - Webサービス「weime（ウィーアイミー）」をリリース[6]
  - 10月1日 - イラストコミュニケーションサービス「pixiv」の運営を開始[7]
- 2008年
  - 7月25日 - 携帯電話でイラスト作品の閲覧が楽しめる「pixivモバイル」のサービスを開始[8]
  - 10月1日 - 手描きイラスト投稿SNS「drawr」の提供を開始[9]
  - 11月1日 - ピクシブ株式会社に商号変更。
- 2009年
  - 4月20日 - 株式会社エンターブレインと共同で運営するウェブマガジン「ピクシブ通信」を正式リリース[10]
  - 6月 - 第1回角川グループ4社 × pixiv イラストコンテストを開催[11]
  - 7月17日 - Twitterと連携したお絵かきサービス「drawTwit」をリリース
  - 9月18日 - pixivにマンガ投稿機能の提供を開始[12]
  - 11月10日 - インターネット百科事典サービス「pixpedia（現：ピクシブ百科事典）」開始[13]
  - 12月9日 - iPhone用アプリ「pixiv」をリリース[14]
  - 12月15日 - お絵かきチャットサービス「pixivチャット」を開始
- 2010年
  - 7月9日 - スマートフォン向けサイト「pixiv touch」と「pixiv」公式Androidアプリをリリース[15]
  - 7月29日 - pixivに小説投稿機能の提供を開始
  - 10月9日 - 株式会社ネイキッドテクノロジーと携帯アプリ「twittie for pixiv」をリリース[16]
  - 12月10日 - 世界202の国と地域からのアクセスと、月間20億PV、会員数260万を記録[17]
- 2011年
  - 3月29日 - pixivのユーザー登録者数が300万人を突破[18]
  - 7月1日 - イラスト/漫画の累計作品投稿数が2000万枚を突破[19]
- 2012年
  - 1月30日 - pixivユーザー登録者数が400万人を突破[20]
  - 4月1日 - 有料オプション「pixivプレミアム」・ポイントサービス「pixivポイント」のサービスを開始[21]
  - 6月6日 - コミック総合サイト「pixivコミック」をリリース[22][23]
- 2013年
  - 3月1日 - NHN Japan株式会社（現：Aホールディングス株式会社）よりコスプレコミュニティサイト「Cure」「WorldCosplay」及びそれらに関する事業を譲受し、新たに100%出資による子会社「キュア株式会社」を設立[24]
  - 12月19日 - ショップ作成サービス「BOOTH（ブース）」リリース[25]
- 2014年
  - 2月24日 - pixivユーザー登録者数が1000万人を突破[26]
  - 6月25日 - うごくイラスト『うごイラ』をリリース[27]
  - 10月16日 - Webマンガ配信プロジェクト「MANGA pixiv」をスタート[28]
- 2015年
  - 2月5日 - グッズ制作サービス「pixivFACTORY（ピクシブファクトリー）」をリリース[29]
  - 6月10日 - pixiv上の漫画作品閲覧に特化したスマホ向けアプリ『pixivマンガ』を配信開始[30]
  - 6月18日 - pixiv投稿作品を紹介する「pixivスポットライト」が創作系メディア「pixiv Spotlight（現：pixivision）」にリニューアル[31]
  - 6月29日 - お絵かきアプリ「pixiv Sketch」をリリース[32]
  - 12月10日 - 同人誌作成サービス「pixivFACTORY BOOKS」をリリース[33]
  - 12月16日 - 小説総合サイト「pixivノベル」をリリース[34]
- 2016年
  - 3月1日 - 動画で学ぶお絵かき講座「sensei by pixiv」をリリース[35]
  - 9月10日 - pixivユーザー登録者数が2000万人を突破[36]
  - 10月27日 - 幻冬舎×pixivの文芸小説の投稿サイト「ピクシブ文芸」がオープン[37]
  - 12月2日 - 福岡オフィスを開設[38]
  - 12月13日 - さくらインターネット株式会社との業務提携により画像の変換・配信サービス「ImageFlux」 提供開始[39]
  - 12月31日 - 片桐孝憲が退任（取締役としては留任）、副社長の永田寛哲が会長、執行役員の伊藤浩樹が代表取締役社長に昇格[40]。
- 2017年
  - 4月1日 - 子会社キュア株式会社の「Cure WorldCosplay」事業を株式会社キュアに譲渡[41]
  - 4月11日 - 「pixiv Sketch」のWindowsユニバーサルアプリ版を提供開始[42]
  - 4月24日 - 「Pawoo（パウー）」のAndroidアプリ版をリリース[43]
  - 4月27日 - ユーザー登録者数10万人突破[44]
  - 8月10日 - スマートフォンで個人間決済を行えるアプリ「pixiv PAY」をリリース[45]
  - 10月25日 - pixivコミック内に電子コミック販売機能「pixivコミックストア」オープン[46]
- 2018年
  - 1月1日 - 片桐・伊藤が取締役を退任、永田が代表取締役社長に就任[47]。
  - 1月4日 - 配信機能を提供開始[48]
  - 2月13日 - pixivのユーザー登録数が3,000万人を突破[49]
  - 3月15日に - 講談社とピクシブの共同漫画アプリ「Palcy」をプレリリース[50]
  - 4月5日 - pixivでグッズの販売・購入ができる機能をリリース[51]
  - 4月26日 - 月額制ファンコミュニティ 「pixivFANBOX」を全クリエイター向けに提供開始[52]
  - 6月6日 - 永田が代表取締役社長を辞任。ムービック代表取締役社長の國枝信吾が代表取締役社長に就任[53][54]。
  - 6月10日 - 決済アプリpixiv PAY利用限定のキャッシュレスなオールジャンル同人誌即売イベント「pixiv MARKET」を開催[55]
  - 7月19日 - 「pixivFANBOX」におけるクリエイターへの累計還元額が1億円を突破[56]
  - 8月3日 - 3Dキャラクター制作ソフトウェア「VRoid Studio」β版を一般公開[57]
  - 9月13日 - 日本出版販売株式会社との共同主催でWebマンガを対象としたユーザー参加型企画「WEBマンガ総選挙」の初回結果を発表[58]
  - 12月15日 - 株式会社ドワンゴ及び株式会社大百科ニュース社との共同主催で、ピクシブ百科事典・ニコニコ大百科の共同企画「ネット流行語100」の初回結果を発表[59]
  - 12月21日 - 3Dキャラクターモデルの投稿・共有プラットフォーム「VRoid Hub」提供開始[60]。
- 2019年
  - 2月15日 - ピクシブ株式会社と株式会社ツインプラネットの共同ギャラリー『pixiv WAEN GALLERY by TWIN PLANET × pixiv』を東京・表参道にオープン[61]。
  - 4月26日 - pixivのユーザー登録数が4000万人を突破[62]
  - 10月31日 - 「pixiv Sketch」への外部連携SDKを提供開始[63]
  - 12月2日 - Mastodonインスタンス「Pawoo（パウー）」を株式会社クロスゲートに譲渡[64]
  - 12月9日 - pixiv SketchのiOS版にライブ配信機能を提供開始[65]
- 2020年4月28日 - pixivユーザー登録者数が5000万人を突破[66]
- 2021年
  - 1月30日 - オールジャンルオンライン同人誌即売会「NEOKET（ネオケット）」の初回を開催[67]
  - 2月 -  第41回日本SF大賞がピクシブ株式会社・株式会社ブックリスタ協賛で行われた[68]
  - 9月10日 - pixivのアクティブユーザーの約50%が海外ユーザーであることを公表[69]
  - 9月22日 - KADOKAWA Contents Academy株式会社とパートナーシップを締結[70]
  - 9月30日 - みんなの銀行と提携し、みんなの銀行内に「ピクシブ支店」を開設[71]
- 2022年
  - 2月 - 第42回日本SF大賞がピクシブ株式会社・株式会社ブックリスタ協賛で行われた[72]。
  - 3月28日 - 株式会社LOCKER ROOMと「Webtoon」の共同制作プロジェクト「THE NEXT WEBTOON PROJECT Vol. 1」を開始[73]
  - 4月26日 - pixivFANBOXを利用するユーザーの30％以上が海外ユーザーであることを公表[74]
  - 9月29日 - マンガ家デビューを目指すクリエイターと、出版社の編集者の方が繋がるサービス「pixivコミックインディーズ」のβ版を提供開始[75]
  - 11月24日 - アニメ・マンガ・ゲームなどのエンタメ系商材に特化した運用型広告プラットフォーム「pixiv Ads」正式版を提供開始[76]
  - 12月19日 - クリエイターズマーケット「BOOTH」の新機能として、ダウンロード商品をプレゼントとして購入できる「ギフト機能」を提供開始[77]
- 2023年
  - 2月 - 第43回日本SF大賞がピクシブ株式会社・株式会社ブックリスタ協賛で行われた[78]。
  - 3月8日 - 合同会社DMM.comとサービス連携し、pixivの有料サービス「pixivプレミアム」と総合動画配信サービス「DMM TV」などDMMの各種サービスをお得に楽しめる「DMMプレミアム」とのセットプラン「pixiv×DMM推しホーダイ」を提供開始[79]
  - 7月31日 - 株式会社みんなの銀行と連携して、みんなの銀行口座から直接支払いができる『ピクシブかんたん決済 powered by みんなの銀行』をBOOTHで開始[80]
  - 8月3日 - 「pixivコミックインディーズ」において、インディーズ作品を掲載するWebマンガレーベル「BLUE FLAME by pixiv comic indies」を創刊[81]
  - 8月17日 - グッズ制作サービス「pixivFACTORY」において、大人気クリエイターのイラスト素材を自由に選んでオリジナルグッズを制作できるサービス「pixivFACTORY Palette」をにリリース[82]
- 2024年
  - 2月1日 - アニメイトホールディングス専務取締役の丹羽康弘[83]が代表取締役CEOに就任[84]。
  - 2月 - 第44回日本SF大賞がピクシブ株式会社・株式会社ブックリスタ協賛で行われた[85]。
  - 8月 - クリエイターズマーケット「BOOTH」が、オープンVRSNSであるVRChatと提携し、VRChat内のプライベート空間「BOOTH Room」を提供開始[86]
  - 8月 - ピクシブ・KADOKAWA・LOCKER ROOMによるマンガレーベル「Pikalo」を創刊[87]
  - 9月 - 全国のコンビニエンスストア約3万2千店舗（ローソン、ファミリーマート、ミニストップ）に設置してあるシャープ製マルチコピー機にて、クリエイターのプリント商品が購入できるサービス「FANBOXプリント」を開始[88]
  - 12月 -アバターダンス動画が簡単に作れるスマートフォンアプリ「VEAT（ビート）」をリリース[89]
- 2025年
  - 2月 - 第45回日本SF大賞がピクシブ株式会社・株式会社ブックリスタ協賛で行われた[90]。
  - 4月 - 学校法人日本財団ドワンゴ学園 ZEN大学とコラボレーションし、制作監修したpixiv提携科目のうち1年次7科目を開講[91]

### ピクシブ株式会社への商号変更までの経緯
クルーク株式会社は当時、Linux、Apache、MySQL、PHP（いわゆるLAMP）などのオープンソースソフトウェアと自作サーバによる低価格なシステム開発やWeb制作の受託を中核事業に行っていた。しかし、2007年（平成19年）9月10日、クルークの社内サーバを社外協力者、上谷隆宏に提供し、開始した「pixiv」が同月、会員1万人に到達する急成長を見せ、同年10月1日、上谷が入社し、開発、運営の業務を開始した。2008年（平成20年）には、会員数38万人、月間3.6億PVに成長したため、事業内容の見直しを行い、「pixiv」を中核事業に変更し、商号も2008年（平成20年）11月1日、ピクシブ株式会社に再変更した。

## 事業
- pixiv - イラストコミュニケーションサービス
  - pixivコミック - 無料連載と電子コミック販売機能があるマンガサービス
  - pixivノベル - 小説総合サイト
  - pixivFANBOX - クリエイター支援サービス
  - pixivFACTORY - グッズや同人誌の作成サービス
  - pixivSketch - お絵かきコミュニケーションアプリ
  - pixivision - 創作系メディア
  - sensei - お絵描き学習サービス
  - ピクシブ百科事典 - 百科事典サービス
  - pixivAds - セルフサーブ型の運用型広告プラットフォーム
- BOOTH - 創作物の総合マーケットプレイス
- VRoidStudio - 3Dキャラクター制作ソフトウェア
- VRoidHub - 3Dアバタープラットフォーム

### 事業内容と収益構造
ピクシブ株式会社に商号変更後は、Webサービスの「pixiv」および姉妹サービス「drawr」、「ピクシブ通信」事業を一本化し、2008年（平成20年）末には、採算ラインに到達している。 ピクシブは早期から広報活動に積極的にTwitterを利用している企業の一つでもある。「リアルとの連動」として「pixivフェスタ」「pixivマーケット」などのイベント開催や、書籍など各種グッズの制作販売にも手を広げている。

### 「pixiv」のインフラ設備及び運営
当初「pixiv」のインフラ設備及び運営は、自社内にあるものに関してはクルーク株式会社時代のノウハウを活かし、ハードは合板に載せたむき出しマザーボードの自作サーバをオフィスの一角に設置、ソフトはLAMPと経費を最小限に抑えた通称『ベニヤ機』を利用していた。サーバは1台5万円のものが2009年11月の時点で170台、電気代は2009年8月の時点で月31.2万円であるという。
ユーザー数の増加に対応するため2010年からIDCフロンティアのデータセンターに既製品（ヒューレット・パッカード製）を設置している。

### 「社員犬チョビ」と「ピクシブたん」
本社オフィスで飼われている柴犬の「チョビ」（黒毛・メス。2007年（平成19年）10月23日生まれ）がマスコット。社内では「社員犬」という位置付けで、pixivのメンテナンスの際にしばしば先述の自作サーバ群と共に画面に登場し、2009年（平成21年）3月6日以降のメンテナンスではFlashゲームのキャラクターとしても活躍するなど、各所にモチーフとして用いられている。2009年（平成21年）2月と7月に東京・原宿で行われたpixivフェスタにも社員として参加している。
もう1つのキャラクターはユーザー企画発祥のピクシブたんで、その性質上一定の形態はないが、pixivロゴの水色を基調にした典型的な萌え擬人化として描かれることが多い。

### 「つくドル!プロジェクト」
2014年より始めた、声優、イラストレーター、コスプレイヤーなどクリエイターとして活動しながらアイドルとして愛される存在になる、「つくれるアイドル」＝「つくドル!」を発掘、育成するためのプロジェクト。
このプロジェクトの第1回オーディションにより、女性アイドルグループである虹のコンキスタドール（虹コン）が結成された。
2017年12月1日、虹コン、ベボガ!（虹のコンキスタドール黄組）（2016年7月「ベースボールガールズ」より改名、ピクシブプロダクション所属となる）は2018年1月よりディアステージ所属となることが発表された。ピクシブプロダクションのアイドル部門を独立、ディアステージと合流し、同社内に「虹コン事業部」を新設する形となる。

## 不祥事

### 代表取締役によるセクハラ
2018年5月、代表取締役社長であった永田寛哲（当時）により、当時同社のマネジメントを受けていたアイドルグループ・虹のコンキスタドールの元メンバーに対するセクシャルハラスメントがあったことが表面化し、元メンバーによる永田への提訴に至った。これにより同年6月、永田は「現在係争中の訴訟に関する件がインターネット上等に掲載されていること」を受けて、現在の状況では代表取締役としての職責を果たすことが困難であることを理由に同社代表取締役を辞任した。

### トランスジェンダー女性社員に対するSOGIハラ及びセクハラ
2022年5月、女性として生活しているトランスジェンダーの同社の社員は、SOGIハラスメントやセクシャルハラスメントにより精神的な被害を受けたとして、同社と元上司へ550万円余りの賠償を求めて東京地方裁判所に提訴した。原告社員は2018年の入社直後から当時執行役員であった加害者から「なぜ女装しているんだ」などと言われたり、興味本位で体を触ったり猥褻な話をされたりするハラスメントを継続的に受けていた。2019年に原告社員から申告を受け、ピクシブ側は加害者に対し執行役員の解任と減給処分、原告社員への接近禁止を約束したが、その後、2020年4月からの1年間は原告社員と加害者が同じ事業部に配属される状態になるなど約束が反故にされ、原告社員は精神疾患を発症し休職を余儀なくされ、復職したものの上司との慰謝料請求に関する交渉も不調に終わったことから、訴訟提起をするに至った。
ピクシブ側は提訴を受けて、2022年6月1日の同社Webサイトでのリリースでハラスメントの事実を認めたうえで謝罪し、「外部の専門家を招いた全社員参加必須のハラスメントに関する研修の実施、管理職に対しての別途追加での研修の実施、外部専門家を交えたハラスメント相談窓口の整備などを定期的に行っております。今後もより一層の改善に努めてまいります」とした。
9月8日に東京地裁で行われた第1回口頭弁論において同社は争わず、訴えを全面的に認め、賠償を全額支払う「認諾」を表明した。一方で元上司は争う内容の答弁書を提出し、原告側に請求棄却を求めた。

## 資格・免許
- 電気通信事業者（事業者番号：A-18-9070）